# Yonago
Yonago (米子市, Yonago-shi) est une ville située dans la préfecture de Tottori, au Japon.

## Géographie

### Situation
Yonago est située dans le nord-ouest de la préfecture de Tottori, sur l'île de Honshū, au Japon.

### Démographie
Au 30 novembre 2018, la population de Yonago était de 148 530 habitants, répartis sur une superficie de 132,42 km2.

### Hydrographie
La ville de Yonago est bordée par la mer du Japon au nord et le lac Nakaumi à l'ouest.

## Histoire
La ville moderne de Yonago a été fondée le 1er avril 1927. Le 31 mars 2005, le bourg de Yodoe est intégré à la ville.

## Culture locale et patrimoine
- Musée d'art municipal de Yonago
- Centre d'exposition Kamiyodo Hakuhō-no-Oka
- Kamiyodo Hai-ji

## Transports
Yonago est desservie par les trains des lignes San'in, Sakai et Hakubi de la JR West. La gare de Yonago est la principale gare de la ville.
La ville possède un aéroport.

## Personnalités liées à la municipalité
- Takeji Iwamiya (1920-1989), photographe
- Kihachi Okamoto (1927-2005), réalisateur
- Mahiro Maeda (né en 1963), réalisateur
- Miwako Okuda (née en 1982), chanteuse
- Satoshi Fujihara (né en 1991), chanteur